# Achryson foersteri
Achryson foersteri là một loài bọ cánh cứng trong họ Cerambycidae.